# Badal János
Badal János (Jean Badal) (Budapest, 1927. március 7. – Párizs 5. kerülete, 2015. október 9.) magyar operatőr.

## Életpályája
Magyar-történelem-művészettörténet szakot hallgatott a Pázmány Péter Tudományegyetemen, nagy hatással volt rá tanára, a Giottót és Fra Angelicót elemző Gerevich Tibor. Az alapvizsga letétele után iratkozott be a Színház- és Filmművészeti Főiskolára, párhuzamosan végezte a kettőt. 1949-ben tanári diplomát szerzett, 1951-ben befejezte a főiskolát, ahol már korábban is, 1949-1956 között tanársegéd volt. 1956-ban Bán Frigyessel és Szőts Istvánnal a filmgyár forradalmi bizottságának vezetőjeként ő fogta össze a forradalmat fényképező operatőr csapatot. 1956-ban kitették a filmgyárból, 1957-ben elhagyta az országot, Párizsban telepedett le. Tanult a Sorbonne filmtanszakán, Belgiumban balesetvédelmi filmeket forgatott, dolgozott a párizsi Foxnak, a francia híradónak.
Már itthon is a színesfilm-fényképezés mestere volt. Rövidfilmek után, 1953-ban készítette el első önálló játékfilmjét, a Rákóczi hadnagyát. Már a tartózkodó, szűkszavú, atmoszferikus Fehér Imre-film, a később nemzetközi sikert arató Bakaruhában forgatásakor kitalálta azt, amiért Jacques Tati később a Playtime-ra szerződtette: a fények játékát; (a természetes fények kedvéért a szabadban épített fel egy külső helyszínt).
Édouard Luntzzal készített rövidjátékfilmje, a Léghuzat gyermekei 1960-ban Cannes-ban díjat kapott. 1961-ben fényképezte első francia hosszú játékfilmjét, a Gonosztetteket, Roger Vaillard regényéből, Simone Signoret-val és François Leterrier-vel. 1963-ban forgatta első színes francia filmjét, ismét Leterrier-vel, egy Giono-műből (Egy király szórakozás nélkül). Számos díjat nyertek vele. Ennek hangsúlyos fekete-fehér-piros színdramaturgiája hívta fel rá Tati figyelmét. A Playtime (1968) hideg-rideg fémes színvilága leleplező: a modern építészetnek nincs lelke (pedig a Défense-negyed fémes-tükrös kockavilágát még fel sem építették). Hősük, Hulot úr hontalan a turisztikai Párizsban, eltéved a modern életforma üvegketrecei közt, totális magánya csak egy szép mosolytól és egy kiskocsmában oldódik fel kissé. Badal máig ezt tartja egyik legjelentősebb művének, (jóllehet az eladósodott Tati operatőrét sem tudta kifizetni).
Vagy 100 film operatőre volt, dolgozott francia, kanadai, amerikai, angol, svéd rendezőkkel, André Cayatte-tel, Marcel Carnéval, Fred Zinnemannnal, Nelly Kaplannal, Jules Dassinnel, Clive Donnerral. Egyik francia méltatója szerint ő fényképezte a francia filmtörténet néhány legszemélyesebb alkotását. Táncfilmeket is forgatott, Rudolf Nurejevvel, Maurice Béjart-ral, Roland Petit-vel, ilyenkor nagy hasznára volt, hogy itthon négy évig maga is táncolni tanult és néptáncfilmeket fényképezett. Sokat dolgozik a francia televíziónak, egész napos helyszíni közvetítések vezető operatőre. 1983-ban Magyarországon dolgozott A fenevad forgatásán.
1991-ben Illés György meghívására mesterkurzust tartott a Főiskolán. 1994-ben Poór István filmjét forgatta Budapesten (A kölcsönkapott idő). Hartai László-Muhi András 1995-ös könyvfilmjének (Laci, Bonnie és Clyde) egyik szereplője volt.

## Válogatott filmográfia
- Ecseri lakodalmas, 1952. rövid/short, H, r/d: Kalmár László
- Rákóczi hadnagya, 1953, H, r/d: Bán Frigyes
- Hintónjáró szerelem, 1954, H, r/d: Ranódy László
- Gábor diák, 1955, H, r/d: Kalmár László
- A császár parancsára, 1956, H, r/d: Bán Frigyes
- Bakaruhában, 1957, H, r/d: Fehér Imre
- Mi újság, cicamica?/What's New Pussycat?, 1964, GB, r/d: Clive Donner
- Playtime, F, r/d: 1968, Jacques Tati
- Parádé/Parade, 1974, F-S, r/d: Jacques Tati
- Comédie d'amour/Szerelmi komédia, 1979, r/d: Sergio Gobbi
- Ville á vendre/Eladó város, 1995, F, r/d: Jean-Pierre Mocky